# Slangerod-familien
Slangerod-familien (Aristolochiaceae) er udbredt med arter i alle verdensdele undtagen Antarktis. Det er buske, lianer eller flerårige, urteagtige planter med spredtstillede, hele blade. Blomsterne er oftest tvekønnede, med 3-talligt bloster og sammenvoksede kroner. Planterne indeholder den giftige aristolochiasyre, der er kræftfremkaldende og nyresvækkende.
| Slægter |

- Slangerod-slægten (Aristolochia)
- Hasselurt (Asarum)
- Euglypha
- Holostylis
- Isotrema
- Pararistolochia
- Saruma
- Thottea